# Праймаза
ДНК-праймаза — спеціальна РНК-полімераза, основною роллю якої є створення праймерів в процесі реплікації ДНК. Праймаза має ключову важливість в процесі реплікації ДНК, тому що ніяка відома ДНК-полімераза не може ініціювати синтез нового ланцюжка ДНК без початкового праймера. Назва праймази різних організмів відрізняється, так у бактерії E. coli праймаза назвичається DnaG (є продуктом гену dnaG), еукаріоти мають праймазу, що складається з двох субодиниць, що у дріжджів Saccharomyces cerevisiae називаються Pri1 і Pri2 (є продуктами генів PRI1 і PRI2), у дріжджів Schizosaccharomyces pombe — Spp1 і Spp2, у людини та інших ссавців — Prim1 і Prim2.
У бактерій праймаза зв'язується ДНК-геліказою, формуючи комплекс, називаємий праймосомою. Праймаза активізує ДНК-геліказу, яка розплітає подвійну спіраль ДНК, а це потім синтезує короткий праймер РНК приблизно 11 ±1 нуклеотидів завдовжки, до якого нові ДНК-нуклеотиди додаються вже ДНК-полімеразою.
У еукаріотів праймаза формує комплекс з ДНК-полімеразою α, в якому праймаза синтезуює праймер ДНК довжиною лише кілька РНК-нуклеотидів, після чого полімераза приєднує до нього ДНК-нуклеотиди. Після того, як довжина ланцюжка досягне близько 20 нуклеотидів, комплекс відділяється, і синтез продовжується іншими ДНК-полімеразами.